# Antonio Mohamed
Antonio Ricardo „Turco” Mohamed Matijevich (ur. 2 kwietnia 1970 w Buenos Aires) – argentyński piłkarz pochodzenia arabskiego i chorwackiego z obywatelstwem meksykańskim występujący na pozycji skrzydłowego, reprezentant Argentyny, trener piłkarski, od 2025 roku prowadzi meksykańską Tolucę.

## Kariera klubowa
Mohamed pochodzi z Villa Soldati – jednej z dzielnic stołecznego Buenos Aires. Ze strony ojca posiada pochodzenie libańskie i syryjskie (stąd przydomek „Turco”), natomiast ze strony matki chorwackie. Jest wychowankiem stołecznej drużyny Club Atlético Huracán, do którego seniorskiego zespołu, występującego wówczas w drugiej lidze argentyńskiej, został włączony jako osiemnastolatek i od razu wywalczył sobie miejsce w wyjściowym składzie. W sezonie 1989/1990 wygrał z nim rozgrywki Primera B Nacional, co zaowocowało powrotem klubu do najwyższej klasy rozgrywkowej po czterech latach przerwy, a on sam strzelił wówczas decydującą o awansie bramkę w meczu z Los Andes (1:0). W argentyńskiej Primera División zadebiutował za kadencji szkoleniowca Carlosa Babingtona, 19 sierpnia 1990 w zremisowanym 2:2 spotkaniu z Deportivo Mandiyú, w którym zdobył także swojego premierowego gola w pierwszej lidze. Ogółem barwy Huracánu reprezentował przez trzy lata, w 109 meczach strzelając 41 bramek i jest uważany za jedną z największych legend w historii klubu.
Latem 1991 Mohamed za sumę 1,2 miliona dolarów przeszedł do włoskiej drużyny ACF Fiorentina, jednak ostatecznie pozostał w ojczyźnie, bezpośrednio po transferze udając się na wypożyczenie do jednego z największych zespołów w kraju – stołecznego Club Atlético Boca Juniors. Tam spędził rok, jednak nie odniósł większych sukcesów, a w wyniku konfliktu z trenerem Óscarem Tabárezem przeważnie pełnił rolę rezerwowego zawodnika. W lipcu 1992 został wypożyczony po raz kolejny, tym razem do innej utytułowanej drużyny z Buenos Aires – CA Independiente, gdzie również występował przez dwanaście miesięcy, również nie potrafiąc nawiązać do udanych występów w Huracánie i notując nieregularne występy. Mimo to podczas wiosennych rozgrywek Clausura 1993 wywalczył z tą drużyną wicemistrzostwo Argentyny.
W połowie 1993 roku Mohamed wyjechał do Meksyku, gdzie spędził resztę swojej kariery piłkarskiej. Podpisał wówczas kontrakt z beniaminkiem pierwszej ligi – klubem Toros Neza z miasta Nezahualcóyotl, w meksykańskiej Primera División debiutując 30 sierpnia 1993 w wygranym 3:2 meczu z Américą. Pierwszego gola w nowej drużynie strzelił natomiast już sześć dni później, w wygranej 3:1 ligowej konfrontacji z Morelią. Z miejsca został kluczowym zawodnikiem formacji ataku, tworząc skuteczny duet napastników z Germánem Arangio i w wiosennym sezonie Verano 1997 odniósł z Toros jedyny sukces w dziejach zespołu – tytuł wicemistrza Meksyku. Ogółem w Toros występował przez pięć lat; w 181 ligowych meczach strzelił 52 bramki i jest uznawany za najwybitniejszego piłkarza w historii klubu, a w połowie lat 90. również za najlepszego obcokrajowca występującego w lidze meksykańskiej. W kwietniu 1998 na zasadzie krótkoterminowego wypożyczenia przez kilkanaście dni występował w ekipie Club América ze stołecznego miasta Meksyk, wspierając ją w rozgrywkach Copa Libertadores, odpadając z nich ostatecznie w 1/8 finału.
Latem 1998 Mohamed przeniósł się do zespołu CF Monterrey, w którego barwach grał przez kolejne dwa lata jako podstawowy zawodnik, jednak nie zdołał osiągnąć z nim większych sukcesów. W późniejszym czasie został zawodnikiem drugoligowej ekipy CD Marte z siedzibą w Cuernavacy, lecz po upływie sześciu miesięcy powrócił do pierwszej ligi meksykańskiej, podpisując umowę z drużyną Irapuato FC. Tam również występował przez pół roku, na koniec rozgrywek 2000/2001 spadając z nim do drugiej ligi. W międzyczasie przyjął meksykańskie obywatelstwo, po ośmiu latach zamieszkania w tym kraju. Bezpośrednio po relegacji przeniósł się do stołecznego Atlante FC, gdzie spędził rok; początkowo miał pewne miejsce w składzie, lecz potem został relegowany do roli rezerwowego. W lipcu 2002 zasilił Celaya FC, w którego barwach także spędził sześć miesięcy, po czym przeszedł do drugoligowego CD Zacatepec, gdzie w wieku 33 lat zakończył profesjonalną karierę.

## Kariera reprezentacyjna
W maju 1988 Mohamed został powołany przez szkoleniowca Carlosa Pachamé do reprezentacji Argentyny U-20 na Młodzieżowe Mistrzostwa Ameryki Południowej. Rozegrał wówczas dwa mecze (jeden w pierwszym składzie), a jego drużyna, pełniąca wówczas rolę gospodarzy, zajęła pierwsze miejsce w pierwszej rundzie i zakwalifikowała się do rundy finałowej, gdzie uplasowała się ostatecznie na trzeciej pozycji. W lutym 1989 znalazł się natomiast w składzie na Młodzieżowe Mistrzostwa Świata w Arabii Saudyjskiej, gdzie pełnił jednak rolę rezerwowego i wystąpił w dwóch z czterech możliwych spotkań (z czego w jednym w podstawowym składzie). Argentyńczycy – mający wówczas w składzie graczy takich jak Roberto Bonano czy Diego Simeone – odpadli natomiast z młodzieżowego mundialu w ćwierćfinale, ulegając w nim Brazylii (0:1).
W seniorskiej reprezentacji Argentyny Mohamed zadebiutował za kadencji selekcjonera Alfio Basile, 19 lutego 1991 w wygranym 2:0 meczu towarzyskim z Węgrami. W tym samym spotkaniu strzelił także swojego jedynego gola w kadrze narodowej. Cztery miesiące później został powołany na turniej Copa América, pozostając jednak wyłącznie rezerwowym dla Gabriela Batistuty i Claudio Caniggii i pojawiając się na boisku tylko w jednym z siedmiu meczów. Jego drużyna narodowa triumfowała natomiast w tym turnieju. Ogółem swój bilans reprezentacyjny zamknął na czterech występach.

## Kariera trenerska
Bezpośrednio po zakończeniu kariery piłkarskiej Mohamed rozpoczął pracę w roli szkoleniowca, obejmując drużynę, w której zakończył piłkarską karierę – meksykańskiego drugoligowca CD Zacatepec. Pod jego kierownictwem zespół okazał się rewelacją rozgrywek Primera División A, zajmując pierwsze miejsce w tabeli, lecz z decydującej o awansie fazy play-off odpadł w półfinale. Udana praca początkującego trenera zaowocowała ofertą z występującego w najwyższej klasie rozgrywkowej klubu Monarcas Morelia, dokąd przeniósł się on w lutym 2004, zastępując na stanowisku Rubéna Omara Romano. Morelię prowadził bez większych sukcesów przez kolejne trzy miesiące, po czym został zwolniony; prowadzona przez niego ekipa miała duże wahania formy i słabo prezentowała się w defensywie. W lipcu 2005 podpisał umowę z drugoligowym Querétaro FC, gdzie w obliczu oferty z pierwszej ligi meksykańskiej zrezygnował ze stanowiska po dziewięciu miesiącach. Został wówczas następcą José Luisa Trejo w zespole Jaguares de Chiapas z siedzibą w Tuxtla Gutiérrez. Tam zanotował nieudany pobyt, wygrywając tylko jedno z sześciu spotkań i szybko stracił posadę.
W kwietniu 2005 – pomimo ofert pozostania w Meksyku – Mohamed ze względów rodzinnych powrócił do Argentyny, zostając trenerem swojego macierzystego zespołu Club Atlético Huracán, występującego wówczas w drugiej lidze. Już w sezonie 2005/2006 był bardzo blisko powrotu z Huracánem do Primera División, jednak w jego drużyna przegrała w decydującym dwumeczu z Argentinos Juniors (1:1, 3:3) ze względu na mniejszą liczbę bramek strzelonych na wyjeździe. Bezpośrednio po tym opuścił stanowisko trenera drużyny ze względu na różnicę zdań z prezydentem klubu Carlosem Babingtonem, jednak powrócił na nie już kilka miesięcy później, w październiku 2006, ponownie podejmując się zadania wywalczenia promocji do najwyższej klasy rozgrywkowej. Cel ten udało się zrealizować na koniec rozgrywek 2006/2007, kiedy to jego podopieczni zajęli trzecie miejsce w lidze i dzięki zwycięstwu w barażach nad Godoy Cruz (2:1, 3:2) po czterech latach nieobecności awansowali do pierwszej ligi. Tam Mohamed poprowadził Huracán jeszcze w kilku spotkaniach, a we wrześniu 2007 zrezygnował z prowadzenia ekipy.
W październiku 2007 Mohamed powrócił do Meksyku, podpisując umowę z walczącym o utrzymanie w pierwszej lidze zespołem Tiburones Rojos de Veracruz, który trenował przez kolejne trzy miesiące (odniósł dwa zwycięstwa w ośmiu meczach), po czym został zwolniony. W marcu 2008 po raz kolejny wrócił do Argentyny, zostając szkoleniowcem tamtejszego Colónu de Santa Fe, gdzie zbudował solidną drużynę, regularnie zajmując miejsce w górnej połowie tabeli, a w 2009 roku uplasował się na trzeciej lokacie, dzięki czemu jego zawodnicy zakwalifikowali się do rozgrywek Copa Libertadores (odpadli z nich ostatecznie już w rundzie wstępnej). Ze stanowiska zrezygnował we wrześniu 2010 w następstwie serii słabych wyników (jedno zwycięstwo w siedmiu ostatnich spotkaniach), lecz już kilkanaście dni później objął stołeczną drużynę CA Independiente. Jeszcze w tym samym 2010 roku triumfował z nią w drugich co do ważności rozgrywkach międzynarodowych Ameryki Południowej – Copa Sudamericana (w dwumeczu finałowym jego drużyna wygrała po serii rzutów karnych z brazylijskim Goiás EC), jednocześnie zajmując ostatnie miejsce w lidze. W 2011 roku zajął drugie miejsce w Recopa Sudamericana, a z posady trenera Independiente zrezygnował we wrześniu 2011.
We wrześniu 2011 Mohamed zastąpił Joaquína del Olmo na stanowisku szkoleniowca absolutnego beniaminka ligi meksykańskiej – ekipy Club Tijuana. Pod jego kierownictwem ekipa szybko dołączyła do grona najlepszych w kraju, a w jesiennym sezonie Apertura 2012 zdobyła pierwszy w swojej historii tytuł mistrza Meksyku, pokonując w dwumeczu finałowym Tolucę (2:1, 2:0). W 2013 roku dotarł natomiast z Tijuaną do ćwierćfinału rozgrywek Copa Libertadores, a bezpośrednio po tym zrezygnował ze stanowiska, argumentując swoją decyzję chęcią powrotu do przebywającej w Argentynie rodziny. W czerwcu 2013 po raz trzeci podpisał umowę ze swoim macierzystym Club Atlético Huracán, ponownie grającego na zapleczu najwyższej klasy rozgrywkowej, jednak wobec słabego startu w drugiej lidze już po kilku miesiącach złożył rezygnację. W styczniu 2014 po raz czwarty powrócił do Meksyku, obejmując tamtejszego giganta – stołeczny Club América, z którym w jesiennym sezonie Apertura 2014 zdobył swój drugi tytuł mistrza Meksyku; w dwumeczu finałowym jego podopieczni pokonali Tigres UANL wynikiem 3:1 (0:1, 3:0), zdobywając rekordowy, dwunasty tytuł w historii klubu. Mimo wielkiego poparcia kibiców często był jednak krytykowany przez ekspertów za zbyt defensywny styl gry. Bezpośrednio po zdobyciu mistrzostwa zrezygnował ze stanowiska, ogółem spędzając w Américe tylko rok.
W lutym 2015 Mohamed został trenerem klubu CF Monterrey (którego barwy reprezentował już jako piłkarz), zastępując w nim Carlosa Barrę. W wiosennym sezonie Clausura 2016 wywalczył z nim wicemistrzostwo Meksyku, ulegając w finale Pachuce łącznym wynikiem 1:2 (0:1, 1:1).
W maju 2018 roku został ogłoszony nowym trenerem hiszpańskiego klubu Celta Vigo. 12 listopada 2018 roku został zwolniony z powodu słabych wyników zespołu.

## Statystyki kariery

### Klubowe
| Huracán       | 1987–1988 | Argentyna | Primera B Nacional | b.d. | b.d. | —    | —  | —  | —  | —   | b.d. | b.d. |
| Huracán       | 1988–1989 | Argentyna | Primera B Nacional | b.d. | b.d. | —    | —  | —  | —  | —   | b.d. | b.d. |
| Huracán       | 1989–1990 | Argentyna | Primera B Nacional | 35   | 13   | —    | —  | —  | —  | —   | 35   | 13   |
| Huracán       | 1990–1991 | Argentyna | Primera División   | 30   | 10   | —    | —  | —  | —  | —   | 30   | 10   |
| Boca Juniors  | 1991–1992 | Argentyna | Primera División   | 15   | 4    | —    | —  | —  | —  | —   | 15   | 4    |
| Independiente | 1992–1993 | Argentyna | Primera División   | 26   | 2    | —    | —  | —  | —  | —   | 26   | 2    |
| Toros Neza    | 1993–1994 | Meksyk    | Liga MX            | 37   | 11   | —    | —  | —  | —  | —   | 37   | 11   |
| Toros Neza    | 1994–1995 | Meksyk    | Liga MX            | 35   | 9    | b.d. | 0  | —  | —  | —   | b.d. | 9    |
| Toros Neza    | 1995–1996 | Meksyk    | Liga MX            | 33   | 11   | b.d. | 0  | —  | —  | —   | b.d. | 11   |
| Toros Neza    | 1996–1997 | Meksyk    | Liga MX            | 41   | 11   | b.d. | 1  | —  | —  | —   | b.d. | 12   |
| Toros Neza    | 1997–1998 | Meksyk    | Liga MX            | 35   | 10   | —    | —  | —  | —  | —   | 35   | 10   |
| Club América  | 1997–1998 | Meksyk    | Liga MX            | —    | —    | —    | —  | CL | 2  | 0   | 2    | 0    |
| Monterrey     | 1998–1999 | Meksyk    | Liga MX            | 33   | 10   | —    | —  | CL | 11 | 3   | 44   | 13   |
| Monterrey     | 1999–2000 | Meksyk    | Liga MX            | 25   | 2    | —    | —  | —  | —  | —   | 25   | 2    |
| Marte         | 2000–2001 | Meksyk    | Ascenso MX         | 20   | 12   | —    | —  | —  | —  | —   | 20   | 12   |
| Irapuato      | 2000–2001 | Meksyk    | Liga MX            | 16   | 2    | —    | —  | —  | —  | —   | 16   | 2    |
| Atlante       | 2001–2002 | Meksyk    | Liga MX            | 23   | 1    | —    | —  | —  | —  | —   | 23   | 1    |
| Celaya        | 2002–2003 | Meksyk    | Liga MX            | 14   | 1    | —    | —  | —  | —  | —   | 14   | 1    |
| Zacatepec     | 2002–2003 | Meksyk    | Ascenso MX         | 16   | 1    | —    | —  | —  | —  | —   | 16   | 1    |
| Ogółem        |           |           |                    |      |      |      |    |    |    |     |      |      |
| Argentyna     | Argentyna | Argentyna | 151                | 47   | —    | —    | —  | —  | —  | 151 | 47   |      |
| Meksyk        | Meksyk    | Meksyk    | 328                | 81   | b.d. | 1    | CL | 13 | 3  | 328 | 81   |      |
| Ogółem        | Ogółem    | Ogółem    | Ogółem             | 479  | 128  | b.d. | 1  | CL | 13 | 3   | 492  | 131  |

- CL – Copa Libertadores

### Reprezentacyjne
| Argentyna | Argentyna | 1991   | 3 | 1 | — | — | CA | 1 | 0 | 4 | 1 |
| Ogółem    | Ogółem    | Ogółem | 3 | 1 | — | — | CA | 1 | 0 | 4 | 1 |

- CA – Copa América

### Trenerskie
| Zacatepec     | 2003–2004 | Meksyk    | Ascenso MX         | 30  | 14  | 7   | 9   | 47% | —  | —  | — | —   | —                  | —                        | —  | —  | —  | —   | —   | 30  | 14  | 7   | 9   | 47% |
| Morelia       | 2003–2004 | Meksyk    | Liga MX            | 13  | 6   | 2   | 5   | 46% | —  | —  | — | —   | —                  | —                        | —  | —  | —  | —   | —   | 13  | 6   | 2   | 5   | 46% |
| Querétaro     | 2004–2005 | Meksyk    | Ascenso MX         | 29  | 12  | 9   | 8   | 41% | —  | —  | — | —   | —                  | —                        | —  | —  | —  | —   | —   | 29  | 12  | 9   | 8   | 41% |
| Jaguares      | 2004–2005 | Meksyk    | Liga MX            | 6   | 1   | 2   | 3   | 17% | —  | —  | — | —   | —                  | —                        | —  | —  | —  | —   | —   | 6   | 1   | 2   | 3   | 17% |
| Huracán       | 2005–2006 | Argentyna | Primera B Nacional | 44  | 18  | 10  | 16  | 41% | —  | —  | — | —   | —                  | —                        | —  | —  | —  | —   | —   | 44  | 18  | 10  | 16  | 41% |
| Huracán       | 2006–2007 | Argentyna | Primera B Nacional | 32  | 18  | 8   | 6   | 56% | —  | —  | — | —   | —                  | —                        | —  | —  | —  | —   | —   | 32  | 18  | 8   | 6   | 56% |
| Huracán       | 2007–2008 | Argentyna | Primera División   | 6   | 2   | 3   | 1   | 33% | —  | —  | — | —   | —                  | —                        | —  | —  | —  | —   | —   | 6   | 2   | 3   | 1   | 33% |
| Veracruz      | 2007–2008 | Meksyk    | Liga MX            | 18  | 5   | 2   | 11  | 28% | —  | —  | — | —   | —                  | —                        | —  | —  | —  | —   | —   | 18  | 5   | 2   | 11  | 28% |
| Colón         | 2007–2008 | Argentyna | Primera División   | 12  | 5   | 4   | 3   | 42% | —  | —  | — | —   | —                  | —                        | —  | —  | —  | —   | —   | 12  | 5   | 4   | 3   | 42% |
| Colón         | 2008–2009 | Argentyna | Primera División   | 38  | 15  | 12  | 11  | 39% | —  | —  | — | —   | —                  | —                        | —  | —  | —  | —   | —   | 38  | 15  | 12  | 11  | 39% |
| Colón         | 2009–2010 | Argentyna | Primera División   | 38  | 14  | 13  | 11  | 37% | —  | —  | — | —   | —                  | CL                       | 2  | 1  | 0  | 1   | 50% | 40  | 15  | 13  | 12  | 38% |
| Colón         | 2010–2011 | Argentyna | Primera División   | 7   | 1   | 3   | 3   | 14% | —  | —  | — | —   | —                  | —                        | —  | —  | —  | —   | —   | 7   | 1   | 3   | 3   | 14% |
| Independiente | 2010–2011 | Argentyna | Primera División   | 29  | 8   | 13  | 8   | 28% | —  | —  | — | —   | —                  | CS + CL                  | 15 | 6  | 4  | 5   | 40% | 44  | 14  | 17  | 13  | 32% |
| Independiente | 2011–2012 | Argentyna | Primera División   | 4   | 1   | 1   | 2   | 25% | —  | —  | — | —   | —                  | CSB + RS                 | 3  | 1  | 1  | 1   | 33% | 7   | 2   | 2   | 3   | 29% |
| Tijuana       | 2011–2012 | Meksyk    | Liga MX            | 27  | 9   | 14  | 4   | 33% | —  | —  | — | —   | —                  | —                        | —  | —  | —  | —   | —   | 27  | 9   | 14  | 4   | 33% |
| Tijuana       | 2012–2013 | Meksyk    | Liga MX            | 40  | 19  | 11  | 10  | 48% | 7  | 3  | 3 | 1   | 43%                | CL                       | 10 | 5  | 4  | 1   | 50% | 57  | 27  | 18  | 12  | 47% |
| Huracán       | 2013–2014 | Argentyna | Primera B Nacional | 10  | 3   | 0   | 7   | 30% | —  | —  | — | —   | —                  | —                        | —  | —  | —  | —   | —   | 10  | 3   | 0   | 7   | 30% |
| Club América  | 2013–2014 | Meksyk    | Liga MX            | 19  | 8   | 4   | 7   | 42% | —  | —  | — | —   | —                  | —                        | —  | —  | —  | —   | —   | 19  | 8   | 4   | 7   | 42% |
| Club América  | 2014–2015 | Meksyk    | Liga MX            | 23  | 12  | 5   | 6   | 52% | —  | —  | — | —   | —                  | LMC                      | 4  | 3  | 1  | 0   | 75% | 27  | 15  | 6   | 6   | 56% |
| Monterrey     | 2014–2015 | Meksyk    | Liga MX            | 11  | 6   | 2   | 3   | 55% | 5  | 4  | 0 | 1   | 80%                | —                        | —  | —  | —  | —   | —   | 16  | 10  | 2   | 4   | 63% |
| Monterrey     | 2015–2016 | Meksyk    | Liga MX            | 40  | 20  | 7   | 13  | 50% | 12 | 4  | 4 | 4   | 33%                | —                        | —  | —  | —  | —   | —   | 52  | 24  | 11  | 17  | 46% |
| Monterrey     | 2016–2017 | Meksyk    | Liga MX            | 0   | 0   | 0   | 0   | 0%  | —  | —  | — | —   | —                  | LMC                      | 0  | 0  | 0  | 0   | 0%  | 0   | 0   | 0   | 0   | 0%  |
| Ogółem        |           |           |                    |     |     |     |     |     |    |    |   |     |                    |                          |    |    |    |     |     |     |     |     |     |     |
| Argentyna     | Argentyna | Argentyna | 220                | 85  | 67  | 68  | 39% | —   | —  | —  | — | —   | CL + CS + CSB + RS | 20                       | 8  | 5  | 7  | 40% | 240 | 93  | 72  | 75  | 39% |     |
| Meksyk        | Meksyk    | Meksyk    | 256                | 112 | 65  | 79  | 44% | 24  | 11 | 7  | 6 | 46% | CL + LMC           | 14                       | 8  | 5  | 1  | 57% | 294 | 131 | 77  | 86  | 45% |     |
| Ogółem        | Ogółem    | Ogółem    | Ogółem             | 476 | 197 | 132 | 147 | 41% | 24 | 11 | 7 | 6   | 46%                | CL + CS + CSB + RS + LMC | 34 | 16 | 10 | 8   | 47% | 534 | 224 | 149 | 161 | 42% |

- CL – Copa Libertadores
- CS – Copa Sudamericana
- CSB – Copa Suruga Bank
- RS – Recopa Sudamericana
- LMC – Liga Mistrzów CONCACAF